# 函館記念
函館記念（はこだてきねん）は、日本中央競馬会（JRA）が函館競馬場で施行する中央競馬の重賞競走（GIII）である。競馬番組表での名称は「農林水産省賞典 函館記念（のうりんすいさんしょうしょうてん はこだてきねん）」と表記している。

正賞は農林水産大臣賞、函館市長賞。

## 概要
函館競馬場で行われる重賞競走では、最も歴史が長い。
1965年に4歳（現3歳）以上の競走馬によるハンデキャップの重賞競走として創設され、函館競馬場の芝2400mで施行されたのが始まり。1968年からは距離が芝2000mに変更され、現在に至っている。2006年より、夏季競馬を盛り上げるため設けられたサマー2000シリーズの第2戦（2025年からは第1戦）に指定されている。
外国産馬は1978年から、地方競馬所属馬は1996年と1998年以降出走可能になり、2009年からは国際競走となり、外国馬も出走可能になった。

### 競走条件
以下の内容は、2024年現在のもの。
出走資格：サラ系3歳以上
- 2023年7月15日以降2024年7月7日まで1回以上出走馬（未出走馬および未勝利馬を除く）
- JRA所属馬
- 地方競馬所属馬（2頭まで）
- 外国調教馬（優先出走）

負担重量：ハンデキャップ

### 賞金
2024年の1着賞金は4300万円で、以下2着1700万円、3着1100万円、4着650万円、5着430万円。

## 歴史
- 1965年 - 4歳以上の馬による重賞として創設、函館競馬場の芝2400mで施行[4]。
- 1966年 - 名称を「農林省賞典 函館記念」に変更[5]。
- 1978年 
  - 名称を「農林水産省賞典 函館記念」に変更。
  - 混合競走に指定、外国産馬が出走可能になる[5]。
- 1984年 - グレード制施行により、GIII[注 1]に格付け[4]。
- 1996年
  - 「函館競馬場開設100周年記念」の副称を付けて施行[5]。
  - この年のみ特別指定交流競走に指定され、地方競馬所属馬が2頭まで出走可能となる[5]。
- 1998年 - 特別指定交流競走に再び指定される[5]。
- 2001年 - 馬齢表示を国際基準へ変更したことに伴い、出走条件を「3歳以上」に変更[5]。
- 2004年 - 「日本中央競馬会創立50周年記念」の副称を付けて施行[5]。
- 2006年 - 「サマー2000シリーズ」の対象競走に指定[4]。
- 2007年 -  日本のパートI国昇格に伴い、格付表記をJpnIIIに変更[8]。
- 2009年
  - 国際競走に指定され、外国調教馬が8頭まで出走可能となる[6]。
  - 格付表記をGIII（国際格付）に変更[6]。
- 2012年 - 「近代競馬150周年記念」の副称を付けて施行[9]。
- 2014年 - 「JRA60周年記念」の副称を付けて施行[10]。
- 2016年 - 「函館競馬場開設120周年記念」の副称を付けて施行[11]。
- 2020年 - 新型コロナウイルスの感染拡大防止のため、「無観客競馬」として実施[12]。
- 2025年 - 施行時期を6月に変更。これにより函館競馬の締めくくる重賞は函館2歳ステークスとなる。

### 歴代優勝馬
コース種別の記載がない距離は、芝コースを表す。
優勝馬の馬齢は、2000年以前も現行表記に揃えている。
| 回数   | 施行日        | 競馬場 | 距離  | 優勝馬             | 性齢 | タイム | 優勝騎手   | 管理調教師 | 馬主                                 |
| ------ | ------------- | ------ | ----- | ------------------ | ---- | ------ | ---------- | ---------- | ------------------------------------ |
| 第1回  | 1965年8月29日 | 函館   | 2400m | クリベイ           | 牡4  | 2:31.0 | 保田隆芳   | 尾形藤吉   | 栗林友二                             |
| 第2回  | 1966年7月10日 | 函館   | 2400m | メジロボサツ       | 牝3  | 2:32.0 | 矢野一博   | 大久保末吉 | 北野俊雄                             |
| 第3回  | 1967年8月6日  | 函館   | 2400m | リユウズキ         | 牡3  | 2:30.4 | 郷原洋行   | 矢倉玉男   | 福井章哉                             |
| 第4回  | 1968年8月4日  | 函館   | 2000m | リユウズキ         | 牡4  | 2:01.0 | 加賀武見   | 矢倉玉男   | 福井章哉                             |
| 第5回  | 1969年7月27日 | 函館   | 2000m | クリカシワ         | 牡4  | 2:02.8 | 簗田善則   | 柏谷富衛   | 栗林友二                             |
| 第6回  | 1970年9月13日 | 函館   | 2000m | メジロアサマ       | 牡4  | 2:03.4 | 池上昌弘   | 保田隆芳   | 北野豊吉                             |
| 第7回  | 1971年8月1日  | 函館   | 2000m | メジロムサシ       | 牡4  | 2:02.4 | 横山富雄   | 大久保末吉 | メジロ商事（株）                     |
| 第8回  | 1972年6月25日 | 函館   | 2000m | オンワードガイ     | 牡4  | 2:03.5 | 蓑田早人   | 森末之助   | （株）オンワード牧場                 |
| 第9回  | 1973年9月9日  | 函館   | 2000m | エリモカップ       | 牡5  | 2:16.4 | 松田幸春   | 大久保正陽 | 山本慎一                             |
| 第10回 | 1974年8月25日 | 函館   | 2000m | ツキサムホマレ     | 牡5  | 2:01.7 | 横山富雄   | 元石正雄   | 末岡弘                               |
| 第11回 | 1975年8月24日 | 函館   | 2000m | ツキサムホマレ     | 牡6  | 2:05.2 | 横山富雄   | 元石正雄   | 末岡弘                               |
| 第12回 | 1976年8月29日 | 函館   | 2000m | エリモジョージ     | 牡4  | 2:00.9 | 福永洋一   | 大久保正陽 | 山本慎一                             |
| 第13回 | 1977年8月28日 | 函館   | 2000m | ヤマブキオー       | 牡7  | 2:01.1 | 蓑田早人   | 森末之助   | 清水一郎                             |
| 第14回 | 1978年7月9日  | 函館   | 2000m | バンブトンコート   | 牡3  | 2:01.0 | 伊藤清章   | 伊藤修司   | 樋口正蔵                             |
| 第15回 | 1979年8月19日 | 函館   | 2000m | エンペラーエース   | 牡4  | 1:59.0 | 鹿戸明     | 鹿戸幸治   | 新下帝次郎                           |
| 第16回 | 1980年8月17日 | 函館   | 2000m | サーペンプリンス   | 牡3  | 2:04.9 | 谷原義明   | 大久保末吉 | （有）内藤                           |
| 第17回 | 1981年8月23日 | 函館   | 2000m | ホーワセキト       | 牡3  | 2:08.4 | 東信二     | 境勝太郎   | 高橋明治                             |
| 第18回 | 1982年8月29日 | 函館   | 2000m | カズシゲ           | 牡5  | 2:00.2 | 伊藤稔     | 須貝彦三   | 橋本善吉 佐々洋                      |
| 第19回 | 1983年8月21日 | 函館   | 2000m | ドウカンヤシマ     | 牡3  | 2:04.5 | 大塚栄三郎 | 田中朋次郎 | 新井興業（株）                       |
| 第20回 | 1984年8月19日 | 函館   | 2000m | ウインザーノット   | 牡4  | 1:59.6 | 柴田政人   | 高松邦男   | （株）ホースマン                     |
| 第21回 | 1985年8月18日 | 函館   | 2000m | ウインザーノット   | 牡5  | 1:59.2 | 柴田政人   | 高松邦男   | （株）ホースマン                     |
| 第22回 | 1986年8月17日 | 函館   | 2000m | ニッポーテイオー   | 牡3  | 1:58.6 | 郷原洋行   | 久保田金造 | 山石祐一                             |
| 第23回 | 1987年8月23日 | 函館   | 2000m | ウインドストース   | 牡4  | 2:00.2 | 加藤和宏   | 二本柳俊夫 | 福島徳佑                             |
| 第24回 | 1988年8月21日 | 函館   | 2000m | サッカーボーイ     | 牡3  | 1:57.8 | 河内洋     | 小野幸治   | （有）社台レースホース               |
| 第25回 | 1989年8月20日 | 函館   | 2000m | スピークリーズン   | 牡3  | 2:00.2 | 安田富男   | 尾形充弘   | 竹崎満                               |
| 第26回 | 1990年8月19日 | 函館   | 2000m | ラッキーゲラン     | 牡4  | 1:59.5 | 内田浩一   | 池江泰郎   | ロイヤルファーム（有）               |
| 第27回 | 1991年8月18日 | 函館   | 2000m | メジロマーシャス   | 牡6  | 1:59.1 | 田原成貴   | 池江泰郎   | メジロ商事（株）                     |
| 第28回 | 1992年8月23日 | 函館   | 2000m | ヒガシマジョルカ   | 牝4  | 2:00.6 | 的場均     | 尾形充弘   | （有）ヤナガワ牧場                   |
| 第29回 | 1993年8月22日 | 函館   | 2000m | ゴールデンアイ     | 牡5  | 2:04.6 | 藤田伸二   | 柄崎孝     | 高橋賢一                             |
| 第30回 | 1994年8月21日 | 札幌   | 2000m | ワコーチカコ       | 牝4  | 2:01.6 | 藤田伸二   | 伊藤雄二   | 石田隆夫                             |
| 第31回 | 1995年8月20日 | 函館   | 2000m | インターマイウェイ | 牡5  | 2:02.4 | 藤田伸二   | 中村均     | 松岡留枝                             |
| 第32回 | 1996年8月18日 | 函館   | 2000m | ブライトサンディー | 牝4  | 1:59.8 | 横山典弘   | 荻野光男   | 中村和夫                             |
| 第33回 | 1997年6月29日 | 函館   | 2000m | アロハドリーム     | 牡4  | 1:59.3 | 加藤和宏   | 岩城博俊   | 喜田啓照                             |
| 第34回 | 1998年7月5日  | 函館   | 2000m | パルブライト       | 牝6  | 2:00.4 | 木幡初広   | 杉浦宏昭   | 木浪巖                               |
| 第35回 | 1999年7月4日  | 函館   | 2000m | ジョービッグバン   | 牡4  | 2:02.0 | 田面木博公 | 坪正直     | 上田けい子                           |
| 第36回 | 2000年7月23日 | 函館   | 2000m | クラフトマンシップ | 牡5  | 2:02.7 | 勝浦正樹   | 後藤由之   | （有）サンデーレーシング             |
| 第37回 | 2001年7月22日 | 函館   | 2000m | ロードプラチナム   | 牡5  | 2:02.4 | 松永幹夫   | 伊藤雄二   | （株）ロードホースクラブ             |
| 第38回 | 2002年7月21日 | 函館   | 2000m | ヤマニンリスペクト | 牡5  | 2:05.1 | 横山賀一   | 浅見秀一   | 土井薫                               |
| 第39回 | 2003年7月27日 | 函館   | 2000m | エアエミネム       | 牡5  | 1:59.9 | 蛯名正義   | 伊藤雄二   | （株）ラッキーフィールド             |
| 第40回 | 2004年7月25日 | 函館   | 2000m | クラフトワーク     | 牡5  | 2:00.6 | 横山典弘   | 後藤由之   | （有）サンデーレーシング             |
| 第41回 | 2005年7月24日 | 函館   | 2000m | エリモハリアー     | 騸5  | 2:00.7 | 北村浩平   | 田所秀孝   | 山本敏晴                             |
| 第42回 | 2006年7月23日 | 函館   | 2000m | エリモハリアー     | 騸6  | 2:05.1 | 安藤勝己   | 田所秀孝   | 山本敏晴                             |
| 第43回 | 2007年7月22日 | 函館   | 2000m | エリモハリアー     | 騸7  | 2:02.8 | 武幸四郎   | 田所秀孝   | 山本敏晴                             |
| 第44回 | 2008年7月27日 | 函館   | 2000m | トーセンキャプテン | 牡4  | 2:00.3 | 藤岡佑介   | 角居勝彦   | 島川隆哉                             |
| 第45回 | 2009年7月26日 | 札幌   | 2000m | サクラオリオン     | 牡7  | 2:00.6 | 秋山真一郎 | 池江泰郎   | （株）さくらコマース                 |
| 第46回 | 2010年7月25日 | 函館   | 2000m | マイネルスターリー | 牡5  | 1:58.5 | D.ホワイト | 加用正     | （株）サラブレッドクラブ・ラフィアン |
| 第47回 | 2011年7月24日 | 函館   | 2000m | キングトップガン   | 牡8  | 2:00.3 | 横山典弘   | 鮫島一歩   | 池田豊治                             |
| 第48回 | 2012年7月15日 | 函館   | 2000m | トランスワープ     | 騸7  | 2:00.4 | 大野拓弥   | 萩原清     | （有）キャロットファーム             |
| 第49回 | 2013年7月14日 | 函館   | 2000m | トウケイヘイロー   | 牡4  | 1:58.6 | 武豊       | 清水久詞   | 木村信彦                             |
| 第50回 | 2014年7月20日 | 函館   | 2000m | ラブイズブーシェ   | 牡5  | 2:00.1 | 古川吉洋   | 村山明     | 小林祥晃                             |
| 第51回 | 2015年7月19日 | 函館   | 2000m | ダービーフィズ     | 牡5  | 1:59.1 | 岩田康誠   | 小島太     | （有）社台レースホース               |
| 第52回 | 2016年7月17日 | 函館   | 2000m | マイネルミラノ     | 牡6  | 1:59.0 | 丹内祐次   | 相沢郁     | サラブレッドクラブ・ラフィアン       |
| 第53回 | 2017年7月16日 | 函館   | 2000m | ルミナスウォリアー | 牡6  | 2:01.2 | 柴山雄一   | 和田正一郎 | （有）サンデーレーシング             |
| 第54回 | 2018年7月15日 | 函館   | 2000m | エアアンセム       | 牡7  | 1:59.8 | 藤岡佑介   | 吉村圭司   | （株）ラッキーフィールド             |
| 第55回 | 2019年7月14日 | 函館   | 2000m | マイスタイル       | 牡5  | 1:59.6 | 田中勝春   | 昆貢       | 寺田千代乃                           |
| 第56回 | 2020年7月19日 | 函館   | 2000m | アドマイヤジャスタ | 牡4  | 1:59.7 | 吉田隼人   | 須貝尚介   | 近藤旬子                             |
| 第57回 | 2021年7月18日 | 函館   | 2000m | トーセンスーリヤ   | 牡6  | 1:58.7 | 横山和生   | 小野次郎   | 島川隆哉                             |
| 第58回 | 2022年7月17日 | 函館   | 2000m | ハヤヤッコ         | 牡6  | 2:03.6 | 浜中俊     | 国枝栄     | 金子真人ホールディングス（株）       |
| 第59回 | 2023年7月16日 | 函館   | 2000m | ローシャムパーク   | 牡4  | 2:01.4 | C.ルメール | 田中博康   | （有）サンデーレーシング             |
| 第60回 | 2024年7月14日 | 函館   | 2000m | ホウオウビスケッツ | 牡4  | 1:59.2 | 岩田康誠   | 奥村武     | 小笹芳央                             |
| 第61回 | 2025年6月29日 | 函館   | 2000m | ヴェローチェエラ   | 牡4  | 1:57.6 | 佐々木大輔 | 須貝尚介   | （同）TO RACING                      |

## 同名の競走
現行の函館記念が創設される以前、1951年から1964年までの間にも『函館記念』という名称の競走が施行されていた。競走条件は4歳（当時の馬齢呼称）以上、負担重量はハンデキャップで、現在でいうところのオープン特別競走という取り扱いになっていた。
この時期の優勝馬にはシラオキ、トラツクオー、タカオー、オンワードゼアなどといった馬が名を連ねている。

### 優勝馬
馬齢表記はすべて旧表記。
| 施行日        | 競馬場 | 距離    | 優勝馬         | 性齢 | タイム | 優勝騎手   | 管理調教師 | 馬主       |
| ------------- | ------ | ------- | -------------- | ---- | ------ | ---------- | ---------- | ---------- |
| 1951年8月16日 | 札幌   | 砂2400m | シラオキ       | 牝6  | 2:34.2 | 清田十一   | 伊藤勝吉   | 伊藤由五郎 |
| 1952年8月3日  | 函館   | 芝2400m | トラツクオー   | 牡5  | 2:45.2 | 小林稔     | 久保田金造 | 岩本政一   |
| 1953年8月16日 | 函館   | 芝2400m | イカホザン     | 牝5  | 2:35.2 | 高松三太   | 斎藤籌敬   | 大森武     |
| 1954年8月15日 | 函館   | 芝2400m | タカオー       | 牡4  | 2:33.1 | 浅野武志   | 上村大治郎 | 高須銀次郎 |
| 1957年8月25日 | 函館   | 芝2400m | オンワードゼア | 牡4  | 2:41.0 | 二本柳俊夫 | 大久保房松 | 樫山純三   |
| 1961年8月27日 | 函館   | 芝2400m | ハローモア     | 牡6  | 2:36.5 | 保田隆芳   | 尾形藤吉   | エス・ワイ |
| 1962年7月29日 | 函館   | 芝2400m | ヒカルポーラ   | 牡4  | 2:32.3 | 高橋成忠   | 佐藤勇     | 坪田喜之助 |
| 1963年8月18日 | 函館   | 芝2400m | ベルソーナ     | 牡4  | 2:34.1 | 野平祐二   | 野平省三   | 永野静江   |
| 1964年7月26日 | 函館   | 芝2400m | マルサキング   | 牡4  | 2:36.5 | 野平祐二   | 土田順三   | 鈴木耕之助 |